# Banque centrale du Luxembourg
Pour les articles homonymes, voir BCL.
La Banque centrale du Luxembourg (BCL) a été instituée par les lois du 22 avril 1998 et du 23 décembre 1998.

## Histoire
En 1983, l'Institut Monétaire Luxembourgeois (IML) a été créé. Il était chargé de la surveillance du secteur financier et de l'émission des billets et des pièces. L'IML a joué un rôle crucial dans la préparation du Luxembourg à son adhésion à l'Union monétaire européenne.
En 1998 fu crée dasn sa forme actuelle, est directement liée à la mise en œuvre du traité sur l'Union européenne (traité de Maastricht) et à l'avènement de l'euro, qui a nécessité la création d'une banque centrale au Luxembourg en tant que membre de l'Eurosystème et du Système européen de banques centrales (SEBC).

## Functions
La BCL est chargée de missions essentielles relatives 
- à la politique monétaire,
- à la stabilité financière,
- aux systèmes de paiement,
- à l'analyse économique.

## Liste des gouverneurs
- Pierre Jaans (directeur-général de l'Institut Monétaire Luxembourgeois de 1983–1998)
- Raymond Kirsch (président de l'IML 1985–1998)
- Yves Mersch (1998–2013)[6]
- Gaston Reinesch (depuis 2013)[7]

### Référénces
1. ↑  (en) « Luxembourg Foreign Exchange Reserves, 1999 – 2025 | CEIC Data », sur www.ceicdata.com (consulté le 29 juin 2025)
2. ↑  Bank Profitability: Methodological Country Notes 2000, OECD Publishing, 2000 (ISBN 978-92-64-18217-2)
3. ↑  « L'Institut Monétaire Luxembourgeois - LERIS », sur leris.lu (consulté le 29 juin 2025)
4. ↑  « Banque centrale du Luxembourg - Histoire monétaire », sur www.bcl.lu (consulté le 29 juin 2025)
5. ↑  « "Bienvenue à la nouvelle Banque centrale du Luxembourg" dans Inf€uro (1998) », sur CVCE.EU by UNI.LU, 20 décembre 2013 (consulté le 29 juin 2025)
6. ↑  (en-GB) « Who wants to be boss of BCL? », sur Luxembourg Times, 11 juillet 2012 (consulté le 29 juin 2025)
7. ↑  « Banque centrale du Luxembourg - Cérémonie organisée à l’occasion des nominations de Monsieur Yves Mersch au Directoire de la Banque centrale européenne et de Monsieur Gaston Reinesch à la Banque centrale du Luxembourg », sur www.bcl.lu (consulté le 29 juin 2025)